# Kotokształtne
Kotokształtne (Feliformia) – podrząd ssaków z rzędu drapieżnych (Carnivora), dawniej nadrodzina Feloidea w ramach podrzędu palconogie (Fissipedia).

## Podział systematyczny
Do podrzędu zaliczane są następujące występujące współcześnie infrarzędy wraz z rodzinami:
- Infrarząd: Nandinioidea Pocock, 1929
  - Rodzina: Nandiniidae Pocock, 1929 – nandiniowate
- Infrarząd: Feloidea G. Fischer, 1817
  - Rodzina: Prionodontidae Pocock, 1933 – linzangi
  - Rodzina: Felidae G. Fischer, 1817 – kotowate
- Infrarząd: Viverroidea J.E. Gray, 1821
  - Rodzina: Viverridae J.E. Gray, 1821 – wiwerowate
  - Rodzina: Herpestidae Bonaparte, 1845 – mangustowate
  - Rodzina: Eupleridae Chenu, 1850 – falanrukowate
  - Rodzina: Hyaenidae J.E. Gray, 1821 – hienowate

Opisano również rodziny wymarłe:
- Barbourofelidae C.B. Schultz, M.R. Schultz & L.D. Martin, 1970
- Lophocyonidae Fejfar & Schmidt-Kittler, 1987
- Nimravidae Cope, 1880 – nimrawidy
- Palaeogalidae L.D. Martin & J.-D. Lim, 2001
- Percrocutidae Werdelin & Solounias, 1991

Rodzaje o niepewnej pozycji systematycznej i nie zgrupowane w żadnej z powyższych rodzin:
- Africanictis Morales, Pickford, Soria & Fraile, 1998[18]
- Alagtsavbaatar Egi, Tsubamoto, Saneyoshi, Tsogtbaatar, Watabe, Mainbayar, Chinzorig & Khatanbaatar, 2016[19] – jedynym przedstawicielem był Alagtsavbaatar indigenus (Dashzeveg, 1996)
- Anictis Kretzoi, 1945[20] – jedynym przedstawicielem był Anictis simplicidens (Schlosser, 1890)
- Asiavorator Spassov & Lange-Badré, 1995[21] – jedynym przedstawicielem był Asiavorator gracilis (Matthew & Granger, 1924)
- Haplogale Schlosser, 1887[22]
- Mellivorodon Lydekker, 1884[23] – jedynym przedstawicielem był Mellivorodon palaeindicus Lydekker, 1884
- Mioprionodon Schmidt-Kittler, 1987[24]
- Moghradictis Morlo, E.R. Miller & El-Barkooky, 2007[25] – jedynym przedstawicielem był Moghradictis nedjema Morlo, E.R. Miller & El-Barkooky, 2007
- Palaeoprionodon Filhol, 1880[26]
- Pseudictis Schlosser, 1887[27] – jedynym przedstawicielem był Pseudictis guntiana Schlosser, 1887
- Shandgolictis Hunt, 1998[28]
- Stenogale Schlosser, 1887[22]
- Stenoplesictis Filhol, 1880[29]
- Viretictis Bonis, Peigné & Hugueney, 1999[30]